# Мазяже
Мазяже (пол. Maziarze) — село в Польщі, у гміні Ліпсько Ліпського повіту Мазовецького воєводства.
Населення — 82 особи (2011).
У 1975-1998 роках село належало до Радомського воєводства.

## Демографія
Демографічна структура станом на 31 березня 2011 року:
|          | Загалом | Допрацездатний вік | Працездатний вік | Постпрацездатний вік |
| -------- | ------- | ------------------ | ---------------- | -------------------- |
| Чоловіки | 43      | 6                  | 30               | 7                    |
| Жінки    | 39      | 6                  | 23               | 10                   |
| Разом    | 82      | 12                 | 53               | 17                   |